# 기원전 57년

## 연호
- 전한(前漢) 오봉(五鳳) 원년

## 기년
- 전한(前漢) 선제(宣帝) 17년
- 신라(新羅) 혁거세 거서간(赫居世居西干) 원년

## 사건
- 6월 8일(음력 4월 28일, 병진일) - 혁거세 거서간이 즉위함으로써 신라가 건국되었다.[1]
- 갈리아 전쟁 2년: 율리우스 카이사르, 벨가이를 정벌하다.

## 참고 문헌
- 김부식 (1145). 〈권제1 혁거세 거서간 條〉. 《삼국사기》.